# Mario Biazzi

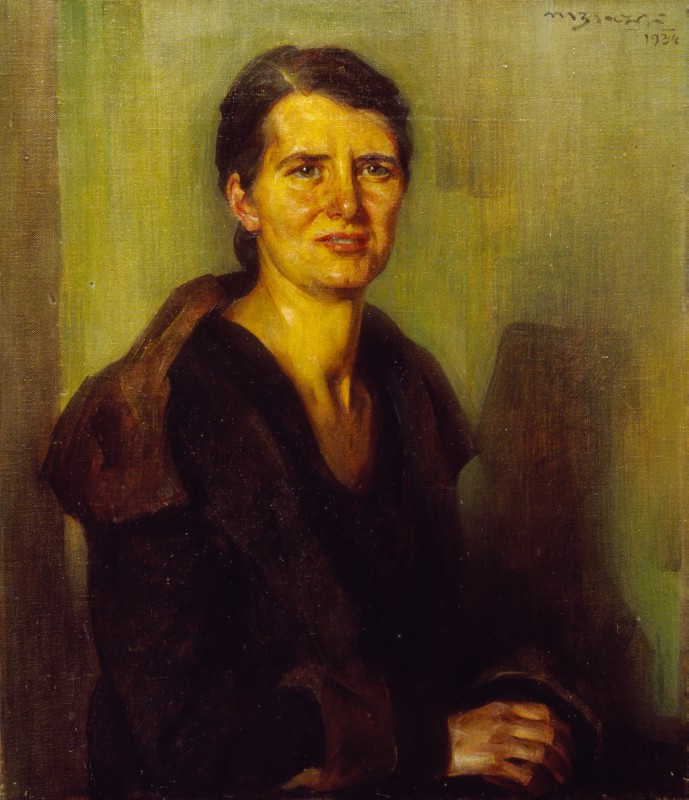
Ritratto di donna, 1934 (Collezioni d'arte della Fondazione Cariplo)

Mario Biazzi (Castelverde, 1880 – Cremona, 1965) è stato un pittore italiano.

## Biografia
Frequenta i corsi di Cesare Tallone all'Accademia di Brera di Milano (1899-1903), l'Accademia Carrara di Bergamo (1903-1905) e la Libera scuola del nudo di Brera (1907-1909). Si trasferisce a Milano e si avvicina alla Famiglia Artistica facendosi notare con ritratti in stile tardo-scapigliato. Nel 1910 esordisce alla Decima Esposizione Internazionale di Monaco e nello stesso anno partecipa all'Esposizione d'arte moderna di Cremona dove vince la medaglia d'oro. Tra il 1913 e il 1915 è a Londra. Durante la prima guerra mondiale fa ritorno a Cremona e si afferma come il ritrattista di riferimento della borghesia cittadina. Negli anni Trenta è tra i fondatori della Famiglia artistica locale e del Sindacato fascista di Belle Arti. Nel 1940 e nel 1942 partecipa al Premio Cremona. Dopo la seconda guerra mondiale vive isolato anche per motivi politici.